# FC Tallinn
El FC Tallinn és un club de futbol amb seu a la ciutat de Tallinn, Estònia. Fundat el 2017, el club competeix a Esiliiga, la segona divisió més alta del futbol estonià.

## Història
El FC Tallinn es va fundar el 17 de novembre de 2017 i va començar a operar al districte de Lasnamäe, el districte més poblat de Tallinn, del qual la majoria són de parla russa. El club es va crear després que la fusió del FC Infonet Tallinn amb el FC Levadia va deixar el futur futbolístic de Lasnamäe en incertesa. El club va entrar al sistema de lliga d'Estònia el 2018 i ràpidament va ascendir a l'Esiliiga B, que va guanyar la temporada 2022 després de vèncer al JK Tabasalu a l'últim segon de la jornada final.

## Palmarès
- III Liiga: (1)
  - 2019
- Esiliiga B: (1)
  - 2022